# Tales from the Twilight World
Tales from the Twilight World är Blind Guardians tredje album. Det släpptes 1990.

## Låtlista
1. "Traveler in Time" - 5:59
2. "Welcome to Dying" - 4:47
3. "Weird Dreams" - 1:19
4. "Lord of the Rings" - 3:14
5. "Goodbye My Friend" - 5:33
6. "Lost in the Twilight Hall" - 5:58
7. "Tommyknockers" - 5:09
8. "Altair 4" - 2:26
9. "The Last Candle" - 5:59
10. "Run for the Night (live)" - 3:38